# Lycées à objectif éducatif spécial en Finlande
Les lycées à objectif éducatif spécial (finnois : Erityisen koulutustehtävän saaneet lukiot ) ont une ou plusieurs filières d'enseignement, dont les élèves peuvent suivre un programme qui diffère du programme national en Finlande.

## Présentation
Cependant, la plupart des lycées ont également la possibilité d'étudier selon le programme standard.

## Liste des lycées lycées à objectif éducatif spécial
| Établissement                                       | Municipalité                  | Spécialité                                                       | Réf.  |   |
| --------------------------------------------------- | ----------------------------- | ---------------------------------------------------------------- | ----- | - |
| Elias-koulu                                         | Helsinki                      | École Steiner-Waldorf                                            |       |   |
| Englantilaisen koulun lukio                         | Helsinki                      | Langue anglaise et rencontre des cultures                        |       |   |
| Helsingin kielilukio                                | Helsinki                      | Langues                                                          |       |   |
| Lycée des arts visuels                              | Helsinki                      | Arts visuels                                                     |       |   |
| Helsingin luonnontiedelukio                         | Helsinki                      | Sciences naturelles                                              |       |   |
| Helsingin Rudolf Steiner-koulu                      | Helsinki                      | École Steiner-Waldorf                                            |       |   |
| Helsingin Saksalainen koulu lukio                   | Helsinki                      | Baccalauréat allemand                                            |       |   |
| Lycée de l'école mixte finnoise                     | Helsinki                      | Langues, BI                                                      |       |   |
| Hyvinkään Sveitsin lukio                            | Hyvinkää                      | Sciences naturelles                                              |       |   |
| International School of Helsinki                    | Helsinki                      | BI                                                               |       |   |
| Itä-Suomen suomalais-venäläisen koulun lukio        | Imatra, Joensuu, Lappeenranta | Langues (russe, finnois)                                         |       |   |
| Lycée de Kallio                                     | Helsinki                      | Expression                                                       |       |   |
| Kannaksen lukio                                     | Lahti                         | BI, Arts graphiques et design                                    |       |   |
| Koulutuskeskus Salpaus                              | Nastola                       | Technologie (adultes)                                            |       |   |
| Lahden Rudolf Steiner-koulu                         | Lahti                         | École Steiner-Waldorf                                            |       |   |
| Lycée de Kotka                                      | Kotka                         | Ympäristö                                                        |       |   |
| Mattlidens gymnasium                                | Espoo                         | BI                                                               |       |   |
| Maunulan yhteiskoulu et Helsingin matematiikkalukio | Helsinki                      | Mathématiques                                                    |       |   |
| Mäkelänrinteen lukio                                | Helsinki                      | Sport                                                            |       |   |
| Lycée Ressu                                         | Helsinki                      | BI                                                               |       |   |
| Olarin lukio                                        | Espoo                         | Luonnontieteet                                                   |       |   |
| Salpausselän lukio                                  | Lahti                         | Sport                                                            |       |   |
| Sibelius-lukio                                      | Helsinki                      | Musique, danse                                                   |       |   |
| Tapiolan lukio                                      | Espoo                         | Musique                                                          |       |   |
| Tiirismaan lukio                                    | Lahti                         | Musique                                                          |       | - |
| Tikkurilan lukio                                    | Vantaa                        | BI                                                               |       |   |
| Tölö gymnasium                                      | Helsinki                      | Écologie humaine, Musique, expression artistique                 |       |   |
| Vantaan seudun steinerkoulu                         | Vantaa                        | École Steiner-Waldorf                                            |       |   |
| Vaskivuoren lukio                                   | Vantaa                        | Musique, danse                                                   |       |   |
| Joensuun lyseon lukio                               | Joensuu                       | BI                                                               |       |   |
| Kuopion klassillinen lukio                          | Kuopio                        | Sport                                                            |       |   |
| Lycée de Kuopio                                     | Kuopio                        | BI                                                               |       |   |
| Kuopion taidelukio                                  | Kuopio                        | Musique, danse                                                   |       |   |
| Lapinlahden lukio                                   | Lapinlahti                    | Arts graphiques                                                  |       |   |
| Savonlinnan taidelukio                              | Savonlinna                    | Musique, arts graphiques                                         |       |   |
| Lycée du parc du lycée                              | Rovaniemi                     | BI                                                               |       |   |
| Ounasvaaran lukio                                   | Rovaniemi                     | Sport                                                            |       |   |
| Tornion yhteislyseon lukio                          | Tornio                        | Eurolukio-kokeilu                                                |       |   |
| Kerttulin lukio                                     | Turku                         | TIC, Sport                                                       |       |   |
| Etelä-Pohjanmaan Rudolf Steiner-koulu               | Seinäjoki                     | École Steiner-Waldorf                                            |       |   |
| Turun klassillinen lukio                            | Turku                         | ilmaisu                                                          |       |   |
| Lycée de Jyväskylä                                  | Jyväskylä                     | BI                                                               |       |   |
| Kankaanpään yhteislyseo                             | Kankaanpää                    | Luonnontieteet, liikunta                                         |       |   |
| Turun suomalainen yhteiskoulu                       | Turku                         | Sciences naturelles                                              |       |   |
| Kaustisen musiikkilukio                             | Kaustinen                     | Musique                                                          |       |   |
| Kuortaneen lukio                                    | Kuortane                      | Sport                                                            |       |   |
| Sammon keskuslukio                                  | Tampere                       | Viestintä                                                        | [ 2 ] |   |
| Nurmon lukio                                        | Seinäjoki                     | Sciences naturelles et mathématiques                             |       |   |
| Porin Lyseon lukio                                  | Pori                          | Environnement, expression                                        |       |   |
| Porin suomalaisen yhteislyseon lukio                | Pori                          | Sciences naturelles, Sport                                       |       |   |
| Puolalanmäen lukio                                  | Turku                         | Musique                                                          |       |   |
| Sammon keskuslukio                                  | Tampere                       | Sport , communication                                            |       |   |
| Suomen Kristillinen Yhteiskoulu                     | Piikkiö                       | Valeurs chrétiennes                                              |       |   |
| Tammerkosken lukio                                  | Tampere                       | Arts graphiques                                                  |       |   |
| Lycée classique de Tampere                          | Tampere                       | Sciences naturelles                                              |       |   |
| Lycée de Tampere                                    | Tampere                       | BI                                                               |       |   |
| Tampereen Rudolf Steiner -koulu                     | Tampere                       | École Steiner-Waldorf                                            |       |   |
| Lycée mixte de Tampere                              | Tampere                       | Expression                                                       |       |   |
| Topeliusgymnasiet i Nykarleby                       | Uusikaarlepyy                 | Sciences naturelles, entrepreneuriat et éducation internationale |       |   |
| École normale de Turku                              | Turku                         | BI                                                               |       |   |
| Turun Steiner-koulu                                 | Turku                         | École Steiner-Waldorf                                            |       |   |
| Vaasan Rudolf Steiner-koulu                         | Vaasa                         | École Steiner-Waldorf                                            |       |   |
| Vaasan yhteislukio                                  | Vaasa                         | BI                                                               |       |   |
| Vasa övningsskola                                   | Vaasa                         | BI, Musique, expression artistique                               |       |   |
| Lycée Schildt                                       | Jyväskylä                     | Sport                                                            |       |   |
| Vörå samgymnasium                                   | Vöyri                         | Sport                                                            |       |   |
| Kajaanin lukio                                      | Kajaani                       | Musique, expression artistique                                   |       |   |
| Lycée de Kastelli                                   | Oulu                          | Sport                                                            |       |   |
| Lycée Madetoja                                      | Oulu                          | Musique                                                          |       |   |
| Lycée d'Oulu                                        | Oulu                          | BI                                                               |       |   |
| Oulun Steinerkoulu                                  | Oulu                          | École Steiner-Waldorf                                            |       |   |
| Sotkamon lukio                                      | Sotkamo                       | Sport                                                            |       |   |